# Jagdgeschwader 77
Das Jagdgeschwader 77 war eine Einheit der deutschen Luftwaffe im Zweiten Weltkrieg. Aufgrund seines Wappens wurde es auch Herz-Ass-Geschwader genannt. Das Geschwader wurde im Laufe des Krieges an allen Fronten eingesetzt.

## Organisation
Das Jagdgeschwader 77 wurde mit der ersten und zweiten Gruppe am 1. Mai 1939 aufgestellt. Die I. Gruppe entstand in Breslau-Schöngarten aus der I. Gruppe des Jagdgeschwaders 331. Die in Pilsen stationierte II. Gruppe des Jagdgeschwaders 333 wurde zur II. Gruppe des Jagdgeschwaders 77. Beide Gruppen waren mit Flugzeugen des Typs Messerschmitt Bf 109 E-1 und E-3 ausgerüstet. Da noch kein Geschwaderstab aufgestellt war, unterstanden die beiden Gruppen dem Luftflottenkommando 3 bzw. dem Luftgaukommando XIII. Bei der Verlegung der I. Gruppe nach Heilbronn am 28. September 1939 wurde sie dem Stab des Jagdgeschwaders 53 unterstellt. Die II. Gruppe unterstand bei der Verlegung nach Norddeutschland dem Luftflottenkommando 2 bzw. dem Luftgaukommando XI. Anschließend unterstand sie dem Stab des Zerstörergeschwaders 26.
Der Stab des Jagdgeschwaders 77 wurde am 1. Oktober 1939 in Neumünster aufgestellt. Er unterstand dem Luftgaukommando XI. Er übernahm sofort die II. Gruppe des Jagdgeschwaders 77. Die I. Gruppe kam am 5. November 1939 dazu. Nach einer Verlegung nach Köln-Ostheim am 21. Oktober 1939 gehörte das Geschwader zum I. Fliegerkorps.
Am 6. April 1940 wurde die II. Gruppe dem X. Fliegerkorps unterstellt. Bei der Verlegung nach Frankreich, Ende 1940, kam sie zurück zum Stab des Jagdgeschwaders 77. Am 25. August 1940 wurde die I. Gruppe dem Jagdgeschwader 51 unterstellt und am 21. November 1940 in IV. Gruppe des Jagdgeschwader 51 umbenannt.  Am 8. Oktober 1940 wurde in Werneuchen eine Ergänzungsstaffel aufgestellt. Über die Zwischenstation Döberitz wurde sie am 30. November 1940 nach Bordeaux verlegt.
Am 1. Februar 1941 wurde die I. Gruppe in Norwegen neu aufgestellt. Sie unterstand dem JaFü Norwegen. Im Oktober wurde aus der 13. und 14. Staffel die Jagdgruppe z. b. V. gebildet. Ebenfalls im Februar 1941 erfolgte in Döberitz die Umbildung der Ergänzungsstaffel zur Ergänzungsgruppe mit einer Einsatz- und einer Schulstaffel. Ab dem 1. April 1941 unterstand der Stab mit  der II. und III. Gruppe dem VIII. Fliegerkorps. Für den Überfall auf die Sowjetunion übernahm das IV. Fliegerkorps diese Einheiten.
Am 6. Januar 1942 wurde die I. Gruppe zur I./Jagdgeschwader 5 umbenannt. Dafür wurde die I. Gruppe des Lehrgeschwaders 2 zur I. Gruppe des JG 77. Sie wurde mit der III. Gruppe beim Einsatz in Nordafrika bis zum 3. November dem Stab des Jagdgeschwaders 27 unterstellt. Danach unterstanden sie wieder dem eigenen Stab. Beim Eintreffen auf Sizilien übernahm das 2. Fliegerkorps die II. Gruppe. In Nordafrika war dann wieder der Stab des JG 77 zuständig. Von der Aufstellung im Februar 1943 bis zur Auflösung Ende 1943 war das Geschwader dem Fliegerkorps Tunis unterstellt.

## Gliederung
Der Geschwaderstab führte am 10. Januar 1945 die I. bis III. Gruppe die wiederum in Staffeln unterteilt waren. Die 1. bis 4. Staffel gehörte der I. Gruppe, die 5. bis 8. Staffel der II. Gruppe und die die 9. bis 12. Staffel der III. Gruppe an. Jede Staffel, geführt durch einen Staffelkapitän, war in vier Schwärme mit je zwei Rotten zu je zwei Flugzeugen unterteilt. Daraus ergab sich eine Sollstärke der Jagdgruppe von 64 Flugzeugen in den vier Staffeln + 4 Flugzeuge für den Gruppenkommandeur und seinen Stab. Dies ergab bei drei Jagdgruppen eine Sollstärke von 204 Flugzeugen, + 4 Flugzeuge für den Geschwaderkommodore und seinen Stab. Daraus ergab sich eine Sollstärke von 208 Flugzeugen.

## Einsatz im Zweiten Weltkrieg

### I. Gruppe
Im Zuge der Mobilmachung verlegte die I. Gruppe am 26. August 1939 nach Juliusburg und wurde nach Kriegsausbruch in Polen eingesetzt. In Polen erzielte die Gruppe 3 Luftsiege. Die Gruppe verlor zwei Maschinen ohne Personalverlust. Am 24. September wurde die Gruppe nach Deutschland zurückverlegt. Es folgten mehrere Verlegungen innerhalb Deutschlands.
Bis zum Beginn des Westfeldzugs konnte die I. Gruppe zwei weitere Luftsiege erzielen. Sie verlor dabei 8 Flugzeuge. Drei Piloten starben und einer wurde verletzt. Zu Beginn des Westfeldzugs flog die Gruppe Einsätze über der Eifel und den Ardennen.  Am 14. Mai 1940 wurde sie nach Hargimont in der Nähe von Bastogne verlegt. Nach weiteren Verlegungen an der Westfront (z. B. Dieppe) wurde die Gruppe am 23. Mai 1940 aus dem Einsatz genommen und zur Auffrischung nach Döberitz verlegt. Während des Westfeldzugs erzielte die Gruppe 23 Luftsiege. Ein Flugzeugführer wurde verletzt. Ein weiterer geriet in Gefangenschaft, aus der er nach Abschluss der Kämpfe in Frankreich entlassen wurde. Vier Flugzeuge gingen verloren. Nach der Auffrischung teilte sich die Gruppe und gelangte am 31. Juli 1940 nach Wyk auf Föhr und nach Aalborg West. Am 25. August 1940 verlegte die gesamte Gruppe nach Marquise in Frankreich.
Die neu aufgestellte I. Gruppe war über mehrere Flugplätze in Norwegen verteilt. Im Juni 1941 erhielt die Gruppe Messerschmitt Bf 109 T-2, die sie zum Dezember behielt, danach war sie wieder mit Bf 109 E ausgerüstet. Während des Aufenthalts in Norwegen konnte die Gruppe 33 Luftsiege erringen. Die eigenen Verluste betrugen 9 Gefallene, drei Verwundete sowie 18 Flugzeuge.
Die neu übernommene I. Gruppe befand sich zunächst im Osten. Ab Ende Februar erhielt sie Messerschmitt Bf 109 F-4. Am 3. Juli traf die Gruppe in Sizilien ein. Von hier aus flog sie Angriffe auf Malta und auf alliierte Schiffsverbände. Ende Oktober verlegte die Gruppe nach Nordafrika, wo sie bis zum 3. November dem Stab des Jagdgeschwaders 27 unterstellt wurde. Danach unterstand sie wieder dem eigenen Stab.
Am 7. Mai 1943 begann die Rückverlegung der Gruppe von Nordafrika nach Sizilien. Am 8. Mai kehrte der fliegende Teil noch einmal nach Soliman-Nord zurück, um die dort verbliebenen Techniker auszufliegen. Am 10. Mai wurde das gerettete Material sowie die meisten Flugzeuge bei einem Bombenangriff zerstört. Es blieben nur noch drei einsatzbereite Flugzeuge übrig. Über Bari verlegte die Gruppe zurück nach Neubiberg. Dort erhielt die Gruppe 48 neue Messerschmitt Bf 109 G-6 Trop. Am 8. Juni 1943 begann wieder der Einsatz in Italien.
Am 31. Juli 1944 wurde die I. Gruppe aus Italien abgezogen und nach Oldenburg verlegt. Nach diversen Verlegungen innerhalb Deutschlands befand sie sich am Jahresende auf dem Fliegerhorst Dortmund-Brackel.
Nach Abbruch der Ardennen-Offensive verlegte die Gruppe am 18. Januar 1945 nach Ohlau an die Ostfront. Sie blieb an der Ostfront, bis sie sich am Kriegsende in Mährisch-Trübau in Gefangenschaft begab.

### II. Gruppe
Die II. Gruppe wurde am 20. August 1939 nach Nordholz verlegt. Sie blieb im Bereich Norddeutschland, bis sie am 1. November 1939 zur Vorbereitung der geplanten Westoffensive nach Westdeutschland verlegt wurde. Am 12. Dezember 1939 kehrte sie in den Bereich der Deutschen Bucht zurück.
Bis zum Beginn des Angriffs auf Dänemark und Norwegen erzielte die II. Gruppe 27 Luftsiege. Fünf Piloten wurden getötet und es gingen sieben Flugzeuge verloren. Am 9. April 1940 verlegte die Gruppe nach Jütland und am 11. des Monats weiter nach Norwegen. Während der Zeit in Norwegen errang die Gruppe 112 Luftsiege. Sechs Piloten fielen und zwei wurden verwundet. 15 Flugzeuge gingen verloren. Ab 10. November 1940 wurde die II. Gruppe nach Frankreich verlegt.
Am 30. März 1941 endete der Einsatz der II. Gruppe in Brest. Nun erfolgte der Einsatz im Balkanfeldzug, der die Gruppe bis nach Griechenland führte. Zwischen dem 14. und dem 28. Mai 1941 folgten Einsätze über Kreta. Während der Kämpfe um den Balkan und um Kreta erzielte die Gruppe 25 Luftsiege. Sechs Piloten starben, zwei wurden verwundet und vier gerieten in Gefangenschaft. 16 Flugzeuge gingen verloren. Ab dem 22. Juni 1941 nahm die Gruppe am Russlandfeldzug teil. Aufgrund starker Verluste wurde sie am 1. Dezember 1941 aus dem Einsatz genommen und nach Wien-Aspern verlegt. Die Gruppe erzielte 1941 im Osten 353 Abschüsse. Die eigenen Verluste betrugen 15 Gefallene, vier Verwundete und drei Piloten, die in Gefangenschaft gerieten. 37 Flugzeuge wurden zerstört.
Auch die II. Gruppe, die sich zur Auffrischung in Wien-Aspern befand, erhielt Messerschmitt Bf 109 F-4. Ab dem 11. März 1942 begann die Verlegung der Gruppe zur Krim. Bis zum 7. November befand sich die Gruppe in Russland. Es folgte die Verlegung über mehrere Stationen nach Cosimo auf Sizilien. Von hier aus sicherte die Gruppe, die mittlerweile auch mit Messerschmitt Bf 109 G-2 und G-2 Trop ausgerüstet war, den Nachschubverkehr nach Nordafrika. Mitte Dezember 1942 wurde die Gruppe nach Nordafrika verlegt.
Am 7. Mai 1943 begann die Rückverlegung der II. Gruppe nach Sizilien. Ab dem 11. Mai erfolgte eine Auffrischung der Gruppe in Foggia, die sich bis Anfang Juni hinzog, so dass die Gruppe erst am 19. Juni 1943 nach Trapani auf Sizilien zurückkehren konnte. Am 13. Juli erfolgte nach der alliierten Landung auf Sizilien der Befehl zur Räumung der Insel. Die Gruppe blieb in Italien, zog sich aber immer weiter Richtung Norden zurück. Nach der italienischen Kapitulation erhielt die Gruppe in Lonate Pozzolo, in der Nähe von Mailand, 26 Macchi MC.205. Dafür mussten die noch vorhandenen Messerschmitt Bf 109 abgegeben werden. Zum Jahresende besaß die Gruppe noch 24 Macchi, die sie an die I. Italienische Jagdgruppe abgab. Als Ersatz erhielt sie Messerschmitt Bf 109 G-6.
Nach der alliierten Landung in Südfrankreich am 15. August 1944 verlegte die Gruppe für eine Woche nach Orange und kehrte anschließend nochmals nach Ghedi zurück, wo sie bereits zuvor seit Ende Juni gelegen hatte.
Am 8. September 1944 wurde die II. Gruppe von Italien nach Riesa-Canitz verlegt. Es folgten weitere Verlegungen in Deutschland. Ab dem 17. Dezember 1944 nahm die Gruppe an der Ardennen-Offensive teil.
Nach Scheitern der Ardennen-Offensive wurde die Gruppe Richtung Ostfront verlegt. Die 8. Staffel wurde am 8. April 1945 aufgelöst. Die restliche Gruppe geriet bei Kriegsende bei Skutsch in Gefangenschaft.

### III. Gruppe
Durch die Umbenennung der II./Trägergruppe 186 entstand die III. Gruppe des Jagdgeschwaders 77 am 7. Juli 1940. Sie war mit Messerschmitt Bf 109 E-1, E-3 und E-4 ausgerüstet. Sie wurde von Skandinavien über Deutschland nach Dinan zum derzeitigen Standort des Stabes verlegt.
Die III. Gruppe wurde 1941 parallel zur II. Gruppe im Balkan und später im Osten eingesetzt. Nur die Flugplätze waren unterschiedlich. Zum Ende des Jahres befand sich  die Gruppe im Osten der Halbinsel Krim.
Die III. Gruppe erhielt ebenfalls zu Beginn des Jahres 1942 Messerschmitt Bf 109 F-4. Die Gruppe befand sich bis zum 11. Oktober 1942 im Russlandeinsatz. Am 19. Oktober 1942 traf die Gruppe in Neubiberg ein. Hier erhielt sie teilweise Messerschmitt Bf 109 G. In der Zeit vom 23. bis zum 26. Oktober verlegte sie nach Bari, um dann sofort weiter nach Nordafrika verlegt zu werden.
Am 7. Mai 1943 verließ die III. Gruppe Nordafrika und verlegte nach Sciacca auf Sizilien. Am 10. Mai zog die Gruppe weiter nach Foggia und rüstete auf Messerschmitt Bf 109 G-6 um. Ab dem 1. Juli verlegte das Bodenpersonal der Gruppe nach Sardinien. Der Rest der Gruppe folgte am 8. Juni. Nach der Kapitulation Italiens begab sich die Gruppe am 10. September nach Korsika und gelangte von dort am 25. September auf das italienische Festland zurück. Am 25. Oktober 1943 verlegte die Gruppe per Eisenbahntransport nach Rumänien. Dort löste sie die I. Gruppe des Jagdgeschwaders 4 ab, deren Messerschmitt Bf 109 G-2 sie übernahm.
Am 15. September verlegte die III. Gruppe nach Wien-Seyring und von hier aus nach Neuruppin. Hier erhielt die Gruppe Messerschmitt Bf 109 K. Zum Einsatz in der Ardennen-Offensive wurde die Gruppe am 16. Dezember 1944 nach Düsseldorf verlegt.
Nach Scheitern der Ardennen-Offensive wurde die Gruppe am 17. Januar 1945 zur Ostfront verlegt. Sie wurde am 13. April 1945 aufgelöst.

### Ergänzungsgruppe
Im Mai 1941 verlegte die 1. Staffel der Ergänzungsgruppe nach Budapest. Sie blieb zunächst im Gebiet Ungarn/Rumänien. Am 29. September erhielt sie den Befehl zur Verlegung nach Afrika. In Athen kam der Befehl zur Umkehr nach Bukarest Pipera. Dort wurde sie zum 1. Februar 1942 aufgelöst.

### Stab
Am 1. April 1941 verlegte der Stab nach Deta bei Arad, um am Balkanfeldzug teilzunehmen. Die nächsten Einsatzpunkte waren Griechenland und Kreta. Im Russlandfeldzug blieb der Stab in der Nähe der II. und III. Gruppe.
Der Stab erhielt Anfang 1942 Messerschmitt Bf 109 F-4. Auch der Stab beendete am 11. Oktober 1942 den Einsatz in Russland und wurde nach Deutschland verlegt. Hier erhielt sie fünf Messerschmitt Bf 109 G-2 Trop. Am 28. Oktober verlegte der Stab über Brindisi nach Bari. Von dort aus ging es am 3. November 1942 weiter nach Nordafrika.
Am 7. Mai 1943 verließ der Stab Nordafrika und verlegte nach Trapani auf Sizilien. Nach der Auffrischung ab dem 19. Mai in Bari flog der Stab Einsätze zum Jagdschutz über Sizilien und Sardinien. Nach dem Befehl zur Räumung Siziliens verlegte er nach Vibo Valentia auf dem italienischen Festland.
Am 9. September 1944 wurde der Stab aus Italien abgezogen und in Wien-Aspern stationiert. Nach einem kurzen Aufenthalt in Felsoe-Abrany kam er im Oktober nach Dortmund.
Am 18. Januar 1945 wurde der Stab zur Ostfront verlegt. Er geriet bei Kriegsende in Skutsch in Gefangenschaft.

## Kommandeure

### Geschwaderkommodore
- Oberstleutnant Eitel Roediger von Manteuffel, 1. Oktober 1939
- Major Bernhard Woldenga, 22. Dezember 1940
- Major Gotthard Handrick, 23. Juni 1941
- Major Gordon M. Gollob, 16. Mai 1942
- Major Joachim Müncheberg, 1. Oktober  1942
- Oberstleutnant Johannes Steinhoff, 1. April 1943
- Major Johannes Wiese, 1. Dezember  1944
- Major Siegfried Freytag, 26. Dezember  1944
- Major Erich Leie, 29. Dezember  1944
- Major Siegfried Freytag, 7. März 1945
- Major Fritz Losigkeit, 1. April 1945

### Gruppenkommandeure
I. Gruppe
- Hauptmann Johannes Janke, 1. Mai 1939
- Hauptmann Walter Grommes, Februar 1941
- Major Joachim Seegert, Juni 1941
- Hauptmann Herbert Ihlefeld, 6. Januar 1942
- Major Heinz Bär, 11. Mai 1942
- Oberstleutnant Armin Köhler, 31. Juli 1943
- Hauptmann Lutz-Wilhelm Burkhardt, 19. August 1943
- Hauptmann Theo Lindemann, 30. November  1943
- Hauptmann Armin Köhler, Mai 1944
- Hauptmann Lothar Baumann, 1. August 1944
- Major Münnichow, 24. Dezember  1944
- Hauptmann Joachim Deicke, 10. Januar 1945
- Hauptmann Heinz Grosser, 17. April 1945

II. Gruppe
- Oberstleutnant Carl-August Schumacher, 1. Mai 1939
- Major Harry von Bülow-Bothkamp, 30. November  1939
- Hauptmann Karl Hentschel, 31. März 1940
- Hauptmann Franz-Heinz Lange, 9. September 1940
- Hauptmann Helmut Henz, 23. April 1941
- Major Anton Mader, 26. Mai 1941
- Oberleutnant Heinz Dudeck, 7. März 1943
- Major Siegfried Freytag, 13. März 1943
- Hauptmann Emil Omert, 29. Januar 1944
- Major Armin Köhler, 4. April 1945

III. Gruppe
- Major Heinrich Seeliger, 5. Juli 1940
- Major Alexander von Winterfeldt, Oktober 1940
- Major Kurt Ubben, 5. September 1941
- Hauptmann Karl Bresoschek, 10. März 1944
- Hauptmann Emil Omert, 3. April 1944
- Hauptmann Karl Bresoschek, 24. April 1944
- Oberleutnant Erhard Niese, 6. Juni 1944
- Major Armin Köhler, August 1944

Ergänzungsgruppe
- Oberleutnant Schultz, März 1941
- Major Albert Blumensaat, Mai 1941
- Major Kurt Fischer, 1. Juli 1941

## Bekannte Geschwaderangehörige
- Friedrich-Wilhelm Grunewald (1920–2001), war ein Brigadegeneral der Luftwaffe der Bundeswehr und Bundesvorsitzender der Kleinpartei Patrioten für Deutschland
- Reinhard Heydrich (1904–1942), SS-Obergruppenführer und General der Polizei, Leiter des Reichssicherheitshauptamts (RSHA) und Stellvertretender Reichsprotektor in Böhmen und Mähren
- Anton Mader (1913–1984), war ein Brigadier des österreichischen Bundesheeres
- Heinrich Seeliger (1907–1995), Brigadegeneral und von 1964 bis 1967 Leiter des Militärischen Abschirmdienstes
- Johannes Steinhoff (1913–1994), von 1966 bis 1970 dritter Inspekteur der Luftwaffe
- Wolfhart Westendorf (1924–2018), war ein deutscher Ägyptologe